# Hedwigia humboldtii
Hedwigia humboldtii là một loài Rêu trong họ Hedwigiaceae. Loài này được (Hook.) Hook. mô tả khoa học đầu tiên năm 1819.